# Галлерндорф
Галлерндорф (нім. Hallerndorf) — громада в Німеччині, розташована в землі Баварія. Підпорядковується адміністративному округу Верхня Франконія. Входить до складу району Форхгайм.
Площа — 41,33 км2. Населення становить 4224 ос. (станом на 31 грудня 2020).